# Pentaceratops
Pentaceratops (лат., возможное русское название — пентацератопс) — род птицетазовых динозавров из подсемейства хазмозаврин семейства цератопсид, живших во времена позднемеловой эпохи (около 76—73 миллионов лет назад). Типовой и единственный вид — Pentaceratops sternbergii. Ископаемые остатки главным образом найдены в формации Киртленд в котловине бассейна Сан-Хуан в Нью-Мексико и Колорадо, США.
Согласно исследованию Fowler & Freedman Fowler (2020), является частью следующего анагенетического ряда: Utahceratops → Pentaceratops → Navajoceratops → Terminocavus → Anchiceratops.

## Описание

В сравнении с человеком

По оценке Грегори Пола (2016), достигал около 5,5 м при массе 2,5 т. Несмотря на своё название, означающее «пятирогий», Pentaceratops имел только три полноценных рога, а остальные два — бугры на щёках. У этого динозавра короткий хвост, большое тело, колонноподобные ноги с копытцеобразными когтями и костный «воротник» в задней части черепа; попугаеподобный клюв, много щёчных зубов и сильные челюсти. Череп Pentaceratops очень крупный: до 3 метров в длину — это самый крупный череп из всех сухопутных животных. Зубная система говорит о питании растительностью.

## Палеоэкология
Ископаемые остатки Pentaceratops были извлечены из формации Киртленд. Она представляет собой продукт аллювиальных илов и прибрежных отложений песка из многочисленных каналов, дренирующих равнину, которая существовала на внутреннем побережье Северной Америки в позднем меловом периоде. Формация открыла остатки многие таксонов, включая представителей гадрозавров из трибы Kritosaurini (Naashoibitosaurus) и семейства Lambeosaurinae, анкилозаврид (Nodocephalosaurus), хазмозаврин (Bisticeratops), пахицефалозаврид, дромеозаврид (Saurornitholestes sullvani), тираннозавроид, а также неопределённого орнитомимида. Были обнаружены кости птерозавров из семейства аждархиды, круротарзов, черепах, а также хрящевых и костных рыб из пачек Де-На-Зин (De-Na-Zin) и Хантер-Уош (Hunter Wash).